# 1984-es Vuelta ciclista a España
Az 1984-es Vuelta ciclista a España volt a 39. spanyol körverseny. 1984. április 17-e és május 9-e között rendezték. A verseny össztávja 3593 km volt, és 19 szakaszból állt. Végső győztes a francia Éric Caritoux lett.

## Végeredmény
|    | Versenyző                | Csapat                | Idő           |
| -- | ------------------------ | --------------------- | ------------- |
| 1  | Éric Caritoux            | Skil-Sem-Mavic-Reydel | 90 óra 08'03" |
| 2  | Alberto Fernández Blanco | Zor-Gemeaz            | +6"           |
| 3  | Raimund Dietzen          | Teka                  | +1'33"        |
| 4  | Pedro Delgado            | Reynolds              | +1'43"        |
| 5  | Edgar Corredor           | Teka                  | +3'40"        |
| 6  | Julián Gorospe           | Reynolds              | +4'41"        |
| 7  | José Patrocinio Jiménez  | Teka                  | +7'10"        |
| 8  | Vicente Belda            | Kelme                 | +7'14"        |
| 9  | José Recio               | Kelme                 | +7'21"        |
| 10 | Francesco Moser          | Gis-Tuc               | +8'41"        |